# (400314) 2007 TT281
(400314) 2007 TT281 es un asteroide perteneciente al cinturón de asteroides, descubierto el 7 de octubre de 2007 por el equipo del Mount Lemmon Survey desde el Observatorio del Monte Lemmon, Arizona, Estados Unidos.

## Designación y nombre
Designado provisionalmente como 2007 TT281.

## Características orbitales
2007 TT281 está situado a una distancia media del Sol de 2,783 ua, pudiendo alejarse hasta 3,219 ua y acercarse hasta 2,347 ua. Su excentricidad es 0,156 y la inclinación orbital 13,35 grados. Emplea 1696,30 días en completar una órbita alrededor del Sol.
Los próximos acercamientos a la órbita de Júpiter se producirán el 5 de noviembre de 2033 y el 1 de septiembre de 2140, entre otros.

## Características físicas
La magnitud absoluta de 2007 TT281 es 16,5.